# 秃发文真
秃发文真（?—?），南凉宗室，河西鲜卑秃发思复鞬的兒子，是南凉国王秃发乌孤、秃发利鹿孤、秃发傉檀的兄弟。
402年，后秦镇远将军赵曜率众二万向西驻扎于金城，建节将军王松匆率骑兵协助后凉天王吕隆戍守姑臧。王松匆途经魏安，秃发文真进攻王松匆把他抓获。秃发傉檀大怒，赶快把王松匆送回长安，又上奏章深加自责，向后秦天王姚兴一再道歉、认罪。